# Антоније Ђорђевић
Антоније Ђорђевић (Београд, 28. април 1952) српски је универзитетски професор и академик.
Докторирао је на Електротехничком факултету Универзитета у Београду 1979. године. Редовни професор на Електротехничком факултету постао је 1993. године. Дописни члан Српске академије наука и уметности постао је 23. октобра 1997. године на одељењу за техничке науке. Редовни члан САНУ постао је 2. јануара 2006. године. Добитник је награде Никола Тесла. Стални је рецензент IEEE Transactions on Microwave Theory and Techniques. За студенте представља неприкосновени ауторитет и једног од најугледнијих професора Електротехничког факултета данас, о чему говоре студентске анкете. 

## Друштвена делатност
Антоније Ђорђевић био је члан Националног савета за високо образовање.
Антоније Ђорђевић је једини редовни члан САНУ који је потписао петицију за ревизију изучавања теорије еволуције. Потписници петиције у њој истичу да је теорија еволуције у супротности са научним чињеницама, да се кроз наставу биологије провлаче догматски ставови, а да промотере ове теорије финансирају глобалисти и атеисти. Неколико дана касније, потпис је повукао уз тврдњу да је „петицију потписао у заблуди о њеној природи и сврси”.